# When We Was Fab
«When We Was Fab» és una cançó composta per George Harrison i Jeff Lynne sobre els dies de la Beatlemanía, quan The Beatles eren també coneguts com "The Fab Four". La cançó ocupa la pista 6 de l'àlbum Cloud Nine de 1987 i va ser llançat posteriorment com a senzill el gener de 1988.

## Llançament
En el Regne Unit, la cançó va arribar al número 25 a l'UK Singles Chart i als Estats Units, va aconseguir el lloc 23 en el rànquing Billboard Hot 100. És l'últim hit d'Harrison a aconseguir un lloc superior al 40 als Estats Units i el segon on la lletra del qual es refereix als anys passats com un membre dels Beatles, (l'altre és "All Those Years Ago").
L'any 2010, els oïdors de la ràdio AOL van triar "When We Was Fab" com una de les 10 millors cançons de Harrison, apareixent en el número 9 de la llista.

## Portada
La portada del senzill inclou una il·lustració de Klaus Voormann de George Harrison, que va ser usada en l'àlbum de 1966, Revolver (les lletres "ER" són visibles), juntament amb una il·lustració similar actualitzada de Harrison, 22 anys després.

## Vídeo musical
El videoclip que va acompanyar a la cançó va ser dirigit per Godley & Creme. Ringo Starr apareix freqüentment com l'"assistent" d'Harrison i després com el bateria. També apareixen Jeff Lynne, Elton John (donant una moneda a Harrison) i Ray Cooper. El vídeo inclou diverses referències a The Beatles, com un baixista vestit com una morsa (referint-se aI Am the Walrus i a Paul McCartney) i la contraportada d'Imagine.
El vídeo va tenir 6 nominacions als MTV Video Music Awards de 1988, incloent-hi "Millor Director d'Art" per Sid Bartholomew.